# Castra Arcidava
Castra Arcidava va ser un fort de la província romana de Dàcia romana a la zona de la ciutat d'Arcidava (actual Vărădia, Romania) al 2n i 3r segles dC.